# ペイリーパーク
ペイリー・パーク (Paley Park) とは、スカイクレーパーが建ち並ぶニューヨーク近代美術館の並びにある、わずか13メートル×30メートルの小さな公園・ポケットパークで、建物の間に創出されている。

## 概要
1967年5月23日に開園したこの公園は、当時のCBS会長のウィリアム・S・ペイリーが、当時の約100ドル、日本円で3億円程度を投じて造った私設公園で、ストーク・クラブの敷地にあり、53丁目沿いの5番街を東に入ったところにある。
ランドスケープ・アーキテクト、ロバート・ザイオンの造形で、これをウィリアム・ペイリー財団が管理運営している。
公園奥に高さ約6メートルの人工滝を配し、その水の音が周辺の喧騒から自然のやすらぎに帰している。中央には17本のニセアカシアが植えられ、両側のレンガ壁にはツタがからまっている。朝9時から開園するというこの公園は、常ににぎやかで白い丸テーブルや椅子につき、キオスクで売っているコーヒーを飲んだりというようなやすらぎや語らいの場を提供している。その後、こうした空間にベンチなどの調度品をあしらった似たような小規模空間が全米各地で造られはじめていった。
ペイリー・パークはハード面やマンハッタンのミッドタウンの絶え間ない動きを逃れるために、対照的に豊かさを還元することによって達成させるモダニストのアイデア、これはニューヨークのボイド空間の質に魅惑的な導入を提供した。空き地の賛美となった。公園の中心的な機能は、かつてコウノトリ・クラブ、シャーマン・ビリングの伝説的なカフェ社会のナイトクラブが占有するのタウンハウスの解体によって残された空のスペースとなっている。他の要素、葉の天蓋は、下記の石畳、遠端で劇的な滝、比類のない静けさの場所に残ったスペースを変換している。
40フィート幅の滝は、一連の手順によって、ツタが植えられて両サイドの壁に囲まれ、垂直芝生のような壁を説明している。パレット、ニュートラルグレーと白、葉の天蓋とツタの緑を強調し、水のプルームは、背面の壁を流れ落ち、ハリー・ベルトイアの古典的な椅子の白のワイヤーフレームをエコーしている。滝はまた、ボイドの概念を利用し、カスケードの水は車の完全なビューで静か聖域を作成し、交通騒音を打ち消す。
もとは1963年の5月にニューヨーク市の公園協会が、都心部における小公園の必要を訴えるため協会主催の展覧会を開き、この展覧会では、ランドスケープ・アーキテクトのロバート・ザイオン、ハロルド・ブリーンによって、小公園についての斬新的なアイデアが提示された。また、ニューヨークの建築家連盟も主催の展覧会で、駐車場として使われていたマンハッタンの空地に小公園を造るという提案が行われていた。
「ニューヨークの新しい公園」と題する展覧会の説明文では、ミッドタウンのポケットパークは人と車の往来から離れたたまり場的空間、すなわち戸外の部屋であり、人間的スケールのとりもどされた空間、周囲から保護され騒音から免れた空間を人々に提供することを述べている。またこうした空間は都市空間の必需品として、各地区のいたるところに造ることが必要であることを説いている。ところがこうした提案は、駐車場を少しでも確保しておきたい交通関係当局者のみならず、市の公園担当の行政官からも、公園はどんなに小規模なものでも管理上、最小3エーカー、約1.2ヘクタールは必要であるという理論をもって反論を唱えた。これに対し、ニューヨーク・タイムズは、都市公園が成り立つためには最小3エーカー必要だという神話が、これまでにコンクリートとスチールとガラスのニューヨーク渓谷で多くのグリーンを消滅させてきた。高度に市街化した地域に3エーカーもの土地を召ることは明らかに困難だとすれば、公園の積極的な整備を無視するための口実に利用されてきたといえる、と論説し、また、ロンドン、パリ、ローマ、モスクワにある近隣小公園の成功例をあげて論じた。
こうした社会的な議論の後、民間によってベイリー・パークが都市における広場の試みとして実現した。4年後の1971年には、ベイリー・パークよりひとまわり大きいグリーンエイカー・パーク (Greenacre Park) が51丁目沿いの3番街の東に誕生している。市の積極的な公園対策の結果生まれたというより、高密度な都市生活の上で必要に迫られた一般市民の努力や民間団体の援助によって実現した点に注目されている。
シオンの死後、ニューヨーク市計画委員会は、小さな公園や広場の要件を廃止することを提案している。それはペイリー・パークを模倣しようとしたスペースの多くが悪いためで、元の設計や整備不良のいずれかから、ひどい失敗だったことは確かに真実であり、この例は、いくつかの意思決定者に考え直しを与える可能性があったが、これらのプロジェクトはまだ強い市民志向の精神を伝えている。なお、ニューヨーク市の最初の公園は1733年にブロードウェイの終わり近くに計画されたボウリング・グリーンとして知られる小公園で、2世紀以上にわたって都市公園として生きつづけてきた。近隣地区の住民が自治体を説得してできたこの公園は、スカイスクレーパーのなかで貴重な緑のオープンスベース、憩いの場として残っている。
空間演出の仕掛け
ペイリーパークの仕掛けについてザイオンは「狭い敷地にホットドッグとコーヒーが楽しめる空間を造りたいが, 3方は壁。こうした閉鎖的な空間に誰かがいると人は心理的に入りづらくなる。」これを解消する解答は,狭い敷地を広く見せる演出としてすべてのテクスチャー·モデュールを一回り小さくすることだった。敷石はピンコロ,正面の滝はあえて白濁させ,樹木は葉の小さなサイカチ,そして小さな椅子とテーブルを採用することで座っている人の目線の高さを下げた。こうすると｢外から見ると狭そうな空間でも,一度内部に入り椅子に座ると,回りの小さなモデュールに目が慣れてしまい, その結果, 400平方メートルの空間が広く感じてしまう」という仕掛けだった。